# Alaena caissa
Alaena caissa är en fjärilsart som beskrevs av Hans Rebel och Alois Friedrich Rogenhofer 1894. Alaena caissa ingår i släktet Alaena och familjen juvelvingar. Inga underarter finns listade i Catalogue of Life.